# 库德赖 (厄尔省)
库德赖（法語：Coudray，法語發音：[kudʁɛ]）是法国厄尔省的一个市镇，属于莱桑德利区。

## 地理
库德赖（49°20'14"N, 1°30'16"E）面积7.78 平方千米，位于法国诺曼底大区厄尔省，该省份为法国北部内陆省份，北起滨海塞纳省，西接奧恩省和卡爾瓦多斯省，南至厄尔-卢瓦省，东临瓦兹省、瓦兹河谷省和伊夫林省。
与库德赖接壤的市镇（或旧市镇、城区）包括：利索尔、梅尼勒韦尔克利沃、皮谢、索赛拉康帕涅。

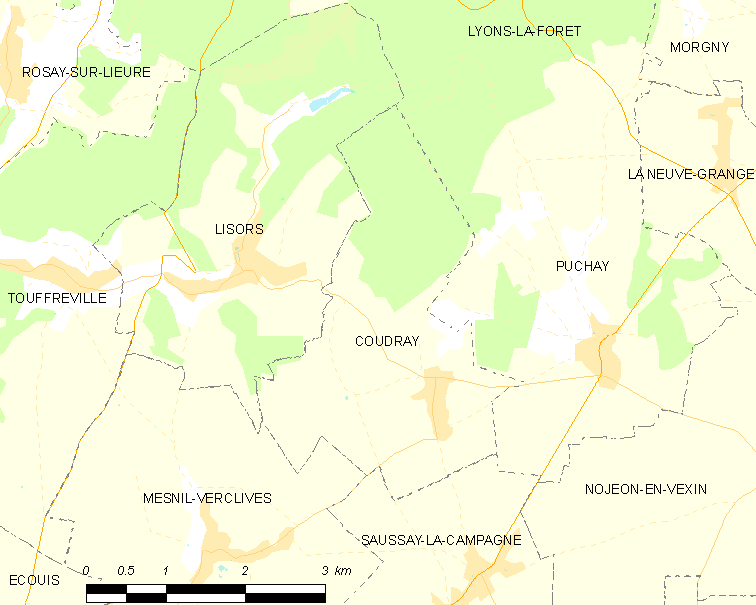
的OSM定位图

库德赖的时区为UTC+01:00、UTC+02:00（夏令时）。

## 行政
库德赖的邮政编码为27150，INSEE市镇编码为27176。

## 政治
库德赖所属的省级选区为日索尔县。

## 人口

1962-2008年间人口变化图示

库德赖于2022年1月1日时的人口数量为217人。